# Amblyraja reversa
Amblyraja reversa es una especie de pez de la familia de los Rajidae en el orden de los Rajiformes.

## Reproducción
Es ovíparo. Las hembras ponen huevos envueltos en una cápsula córnea.

## Hábitat
Es un pez de mar y de aguas profundas que vive hasta los 1500 m de profundidad.

## Distribución geográfica
Se encuentra en el mar de Arabia: frente a las costas de Baluchistán.

## Observaciones
Es inofensivo para los humanos. 